# Campionato greco di calcio a 5 2000-2001
Il Campionato greco di calcio a 5 2000-2001 (Πρωτάθλημα Ελλάδος 2000 - 2001 - Α΄Εθνική) è stato il quarto Campionato greco di calcio a 5, disputato durante la stagione 2000/2001 per la prima volta con il girone unico all'italiana. Al termine della stagione regolare è risultato vincitore il Doukas SAC, al suo primo titolo.

## Stagione regolare
| Pos | Squadra       | Pti | G  | V  | N | P  | GF  | GS  |
| --- | ------------- | --- | -- | -- | - | -- | --- | --- |
| 1   | Doukas        | 47  | 18 | 15 | 2 | 1  | 129 | 48  |
| 2   | Athina 90     | 45  | 18 | 14 | 3 | 1  | 146 | 51  |
| 3   | Keratsini     | 38  | 18 | 12 | 2 | 4  | 93  | 69  |
| 4   | Olimpiada     | 26  | 18 | 8  | 2 | 8  | 92  | 93  |
| 5   | Aias Pallinis | 25  | 18 | 8  | 1 | 9  | 75  | 88  |
| 6   | Gerakas       | 20  | 18 | 6  | 2 | 10 | 111 | 118 |
| 7   | Iniohos       | 18  | 18 | 6  | 1 | 11 | 85  | 106 |
| 8   | Minotavros    | 16  | 18 | 5  | 2 | 11 | 60  | 79  |
| 9   | Progeutiki    | 13  | 18 | 4  | 1 | 13 | 63  | 130 |
| 10  | GS Salaminas  | 12  | 18 | 4  | 0 | 14 | 69  | 141 |

|  | Campione |